# Sylramic
Sylramic je obchodní značka keramického textilního vlákna firmy COI Ceramics
Vlákno bylo vyvinuto začátkem 90. let 20. století. Prodává se ve formě kabelu s průměrem cca 10 mm (178 tex z 800 jednotlivých filamentů), tkaniny (v plátnové a atlasové vazbě), tkaných pásků, pletenců aj. Cena (v roce 2007) 8500-10500 €/kg). Údaje o vyráběném množství nejsou publikovány.

## Vlastnosti a použití
Chemické složení (v %): SiC (karbid křemíku) 96 , TiB2 (borid titaničitý) 3, B4C (karbid boru) 1, O (kyslík) 0,3
Vlákno snáší teploty do 1400 °C, obsahuje extrémně nízké množství kyslíku (0,3 %), hustota 2,95 g/cm3, pevnost 3 GPa 
Použití: zejména jako výztuž vláknových kompozitů pro letectví a součásti motorů, které jsou mimořádně zatěžovány tepelně nebo chemicky.